# Billy Drummond
Billy Drummond, geboren als Willis Robert Drummond (Newport News, 19 juni 1959), is een Amerikaanse jazzdrummer.

## Biografie
Drummond begon al op 4-jarige leeftijd drums te spelen en hij werkte als jeugdige mee in verschillende school- en plaatselijke bands. In 1988 ging hij naar New York, waar hij spoedig lid werd van de band Out of the Blue en zich voegde bij het sextet van Horace Silver.
Als sideman is Drummond te horen op meer dan 200 cd's met o.a. Carla Bley, Sonny Rollins, Steve Kuhn, Joe Henderson, J.J. Johnson, Nat Adderley, Bobby Hutcherson, Buster Williams, Lee Konitz, James Moody, Andrew Hill, Freddie Hubbard, Charles Tolliver, Sheila Jordan, Tony Lakatos, Franco Ambrosetti, Yakov Okun en Toots Thielemans. Daarnaast bracht hij ook meerdere albums uit als orkestleider. Samen met zijn (nu ex) vrouw Renee Rosnes en de (geen familie) bassist Ray Drummond speelde hij in de band The Drummonds. Hij onderwijst jazzdrums aan de Juilliard School of Music en de New York University.

## Discografie
- 1991: Native Colours (Criss Cross) met Renee Rosnes, Steve Wilson, Steve Nelson, Ray Drummond
- 1993: The Gift (Criss Cross) met Peter Washington, Seamus Blake, Renee Rosnes
- 1995: Dubai (Criss Cross) met Chris Potter, Walt Weiskopf, Peter Washington